# Markyate
Markyate è un paese della contea dell'Hertfordshire, in Inghilterra.